# Зоран Перишић (стваралац визуелних ефеката)
Зоран Перишић (16. март 1940) српско-амерички је стваралац визуелних ефеката. Номинован је за Оскара у категорији Најбољи визуелни ефекти за филм Повратак у Оз. Перишић је освојио Оскара за техничка достигнућа за филм Супермен.

## Одабрана филмографија
- Супермен (1978; ко-освајач Оскара за техничка достигнућа са Лесом Боувијем, Колином Чилверсом, Денисом Купом, Ројем Филдом и Дереком Медингсом)
- Повратак у Оз (1985; заједно са Вилом Винтоном, Ианом Вингровом и Мајклом Лојдом)[4]